# 실론티
실론티(Ceylon tea)는 스리랑카에서 생산되는 차에 표기되는 브랜드이다. 스리랑카섬의 특산물일 뿐만 아니라 스리랑카의 문화와 정체성이 담겨있기도 하다. 2019년 기준 스리랑카는 세계 3위의 차 수출국이다.
스리랑카 차위원회는 스리랑카의 국기 문양에서 유래한 사자 문양을 로고로 삼고 있다. 실론티의 사자 문양로고는 2016년 기준으로 98개국에 상표 등록이 되어 있다. 스리랑카에서 플랜테이션 농업으로 재배되는 실론티는 점차 상승하고 있는 인건비와 연료비, 물류비 등의 요인으로 가격경쟁력이 둔화되고 있다.

## 배경
스리랑카에 유럽 식민주의 국가들의 식민지가 세워진 것은 멀리 14세기 포르투갈령 실론까지 거슬러 올라간다. 이후 네덜란드령 실론과 영국령 실론이 그 뒤를 이었다. 그러나 19세기 초까지 스리랑카의 내륙은 독립국인 캔디 왕국의 영토였다. 1815년 캔디 왕국을 무너뜨린 영국은 스리랑카섬 전체를 아우르는 식민지를 만들어 지배하면서 내륙까지 플랜테이션 농업을 확대하였다.
스리랑카의 전통적 특산물은 계피였으나 영국은 새로 세워지는 플렌테이션에 커피를 재배하였다. 스리랑카는 1870년 무렵 세계 최대의 커피 재배지였다. 그러나 커피 나무의 잎이 녹이 스는 것처럼 붉게 변하며 죽어버리는 커피녹병으로 플랜테이션 농업이 궤멸적인 타격을 입게 되자 작물을 차와 고무로 변경하였다. 이 때 세워진 차 농장들이 실론티의 기원이다.

## 차 플랜테이션 농업

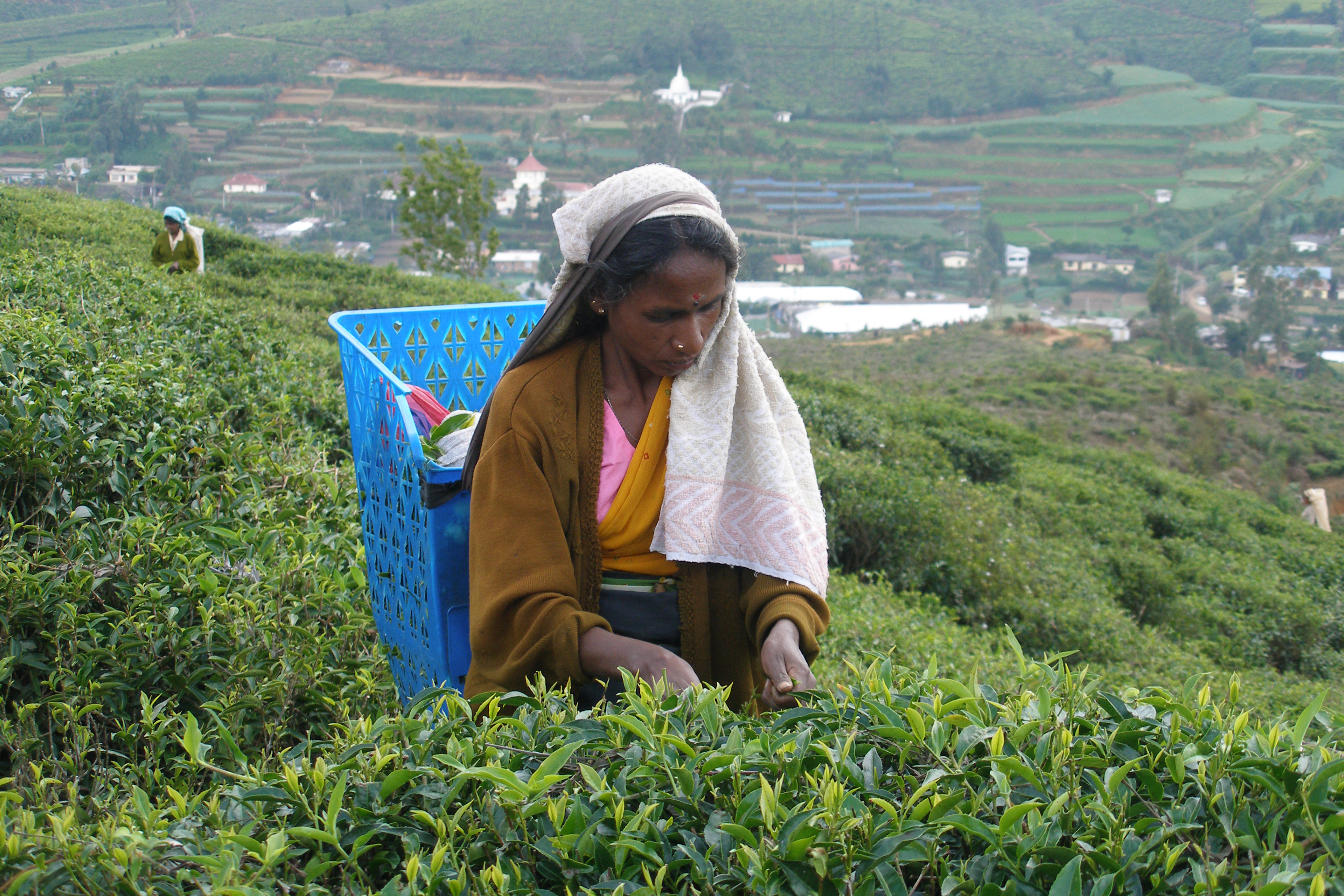
스리랑카 차 플렌테이션에서 일하는 여성 노동자

커피녹병으로 스리랑카의 커피 플랜테이션은 90 % 이상의 재배지가 더 이상 커피 생산을 할 수 없는 지경에 이르렀다. 1867년 스코틀랜드 출신의 농장주 제임스 테일러는 인도의 아삼주에서 차나무 묘목을 들여와 루렌콘테라의 농장 19 에이커를 차 플랜테이션으로 조성하였다. 테일러는 1867년 23 파운드의 찻잎을 수확하여 런던에 판매하였다. 당시 홍차의 주요 산지는 중국과 인도였으며 스리랑카는 이들보다 저렴한 가격을 앞세워 세계 시장에서 생산량을 늘려나갔다.
1948년 스리랑카는 영국으로부터 독립하였다. 그러나 독립 이후로도 차 플랜테이션은 여전히 스리랑카의 중요 산업이다. 1959년에서 2000년까지 스리랑카의 차 재배 면적은 다음의 표와 같다.
| 연도   | 고고도 재배지 헥타르 | 중고도 재배지 헥타르 | 저고도 재배지 헥타르 | 합계 헥타르 |
| ------ | -------------------- | -------------------- | -------------------- | ----------- |
| 1959년 | 74,581               | 66,711               | 46,101               | 187,393     |
| 1969년 | 81,092               | 98,675               | 61,616               | 241,383     |
| 1979년 | 78,614               | 97,084               | 68,401               | 244,099     |
| 1989년 | 73,110               | 84,062               | 64,938               | 222,110     |
| 2000년 | 52,272               | 56,863               | 79,836               | 188,971     |

2000년 기준 스리랑카산 차의 주요 수출국은 다음과 같다.
| 국가           | 수출량 백만 Kg | 비중 퍼센트 |
| -------------- | -------------- | ----------- |
| 독립국가연합   | 57.6           | 20          |
| 아랍에미리트   | 48.1           | 16.7        |
| 러시아         | 46.1           | 16.01       |
| 시리아         | 21.5           | 7.47        |
| 터키           | 20.3           | 7.05        |
| 이란           | 12.5           | 4.34        |
| 사우디아라비아 | 11.4           | 3.96        |
| 이라크         | 11.1           | 3.85        |
| 영국           | 10.2           | 3.54        |
| 이집트         | 10.1           | 3.51        |
| 리비아         | 10.0           | 3.47        |
| 일본           | 8.3            | 2.88        |
| 독일           | 5.0            | 1.74        |
| 기타           | 23.7           | 8.23        |
| 합계           | 288            | 100         |

## 브랜드

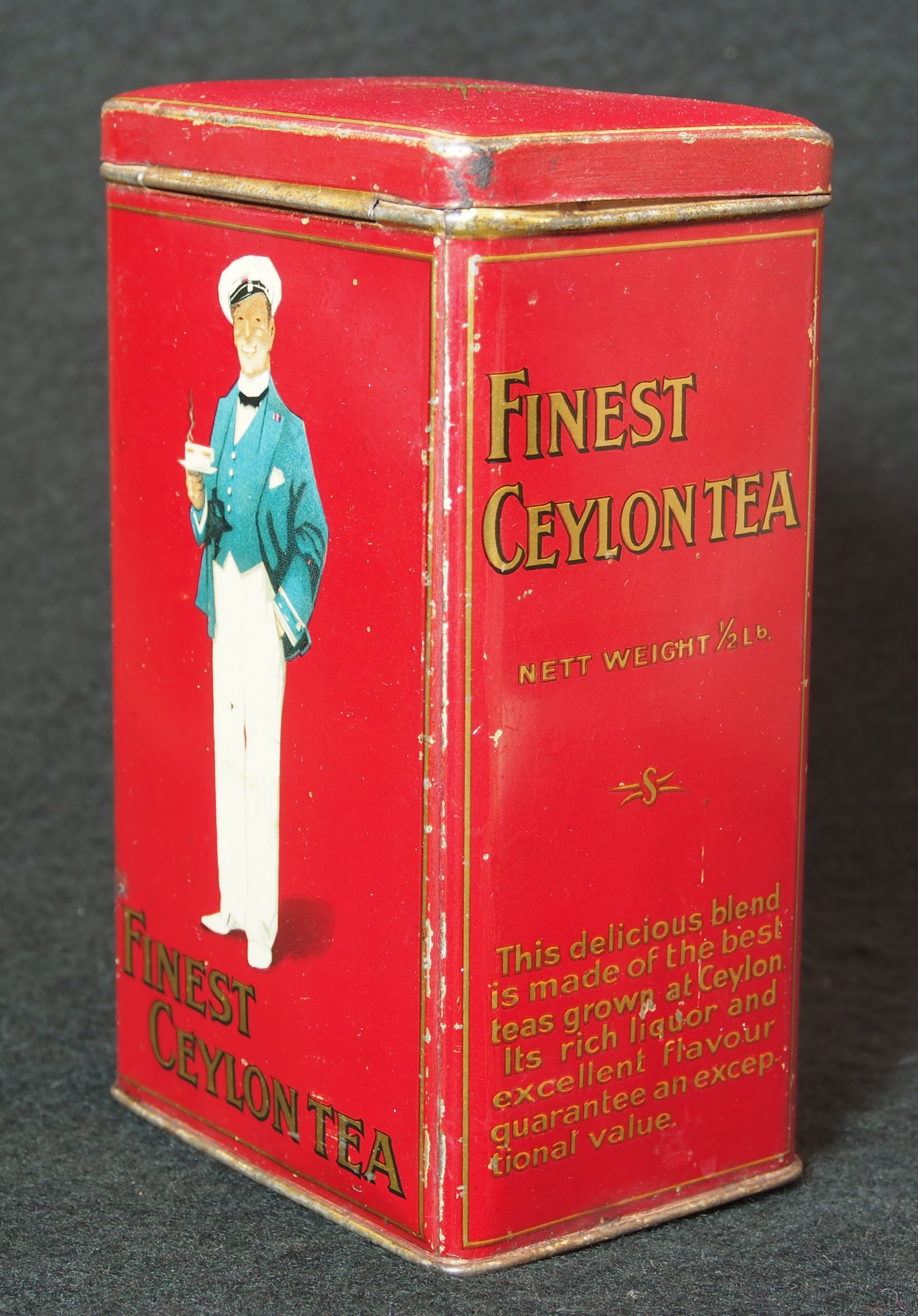
옛 실론티 포장 깡통

스리랑카 차위원회는 자체 규정에 따른 검수를 통과한 차에 대해 실론티의 로고 부착을 허용하고 있다. 실론티 로고가 부착되려면 스리랑카에서 재배된 다른 허브 등이 섞이지 않은 순수한 찻잎 만으로 이루어진 소매 전용 포장이어야 한다. 실론티 브랜드가 부착된 차는 부가가치가 크기 때문에 스리랑카 차위원회는 규격을 갖춘 업체에게만 로고를 부착할 수 있는 라이선스를 발급한다.
스리랑카 홍차수출개발위원회는 실론티의 하위 제품으로 다음과 같은 것들을 제시하고 있다.
- 정통 홍차: 손으로 수확하여 발효한 찻잎 만으로 만든 홍차
- 분쇄 홍차: 발효한 찻잎을 자른 제품
- 얼 그레이: 찻잎에 베르가못 기름을 혼합한 제품
- 잉글리시 브렉퍼스트 티: 다 자란 억센 찻잎을 발효한 것으로 주로 중부주의 캔디나 딤블라에서 재배된 찻잎을 사용한다.
- 기타: 과일향이나 카다멈의 향을 가향한 제품.

## 세계 시장
2020년 기준 전 세계의 차 생산량은 약 650만 톤으로 이 가운에 압도적인 1위는 약 280만 톤을 생산하는 중국이다. 스리랑카의 2020년 차 생산량은 약 30만 톤으로 세계 4위의 생산량을 보이고 있으며 총 생산량에 대한 비중은 21.67 퍼센트 정도이다. 달리 말하면 "실론티"는 세계 시장 전체를 놓고 보았을 때 틈새시장을 공략하는 브랜드라고 할 수 있다.
게다가 스리랑카의 실론티는 케냐, 인도네시아 등 후발 주자의 추격을 받고 있는 중이다. 특히 2020년 케냐의 차 생산량은 약 45만 8천 톤으로 스리랑카의 생산량을 앞질렀다. 게다가 플랜테이션의 차나무들이 이제는 노령으로 접어들어 생산량이 떨어지는 것도 문제로 부각되고 있다. 국제 농업 개발 기금은 스리랑카의 차 산업의 부흥을 위해서는 새로운 전략이 필요하다는 충고를 하고 있다.